# Переходный федеральный парламент Сомали
Переходный федеральный парламент (сомал. Golaha Shacabka Federaalka Kumeelgaarka ee Jamhuuriyada Soomaaliya, часто Baarlamaanka Federaalka Soomaaliya) — признанный международным сообществом законодательный орган Сомали; парламент государства, существовавший с 2004 по 2012 год. 

## Обзор
Созданные в 2004 году Переходные федеральные институты были ключевыми основами национального правительства Сомали. Они включали в себя Переходную федеральную хартию, Переходное федеральное правительство и Переходный федеральный парламент.
Переходный федеральный парламент представлял собой законодательную ветвь власти, а Переходное федеральное правительство представляло исполнительную ветвь власти. Переходный федеральный парламент избирал президента и премьер-министра и имел полномочия предлагать и принимать законы. Он также отвечал за управление Могадишо и его администрацию, который в то время был резиденцией правительства. Депутаты парламента избирались через традиционных лидеров кланов или советы Шуры.
20 августа 2012 года был учреждён Федеральный парламент Сомали после истечения срока полномочий Переходного федерального правительства.

## Структура
Переходный федеральный парламент, официально именуемый Переходным федеральным собранием), был однопалатным национальным собранием.
Парламент был образован в 2004 году и первоначально насчитывал 275 членов. После создания правительства единства в 2008—2009 годах между Переходным федеральным правительством и умеренными членами Альянса нового освобождения Сомали количество мест в парламенте было увеличено до 550. 475 членов парламента были назначены в соответствии с формулой 4,5: по 1 доле было выделено каждому из четырёх основных сомалийских кланов, а коалиция кланов меньшинств получила квоту 0,5. Остальные 75 мест были зарезервированы для деловых людей и представителей гражданского общества. Статья 29 Переходной федеральной хартии также предусматривает, что не менее 12 % всех членов парламента должны быть женщинами.

## Спикер парламента
Первым спикером Переходного федерального парламента был Шариф Хасан Шейх Адан. Он занимал эту должность с 15 сентября 2004 года по 17 января 2007 года, и его сменил Адан Мохамед Нуур Мадобе.
25 мая 2010 года Шариф Хасан был переизбран спикером парламента.